# Googleplex
Googleplex — штаб-квартира компании Google Inc., располагающаяся в городе Маунтин-Вью, штат Калифорния, на территории Кремниевой долины.
Название является контаминацией слов Google — названия компании — и complex (в значении «группа зданий»), а также отсылает к названию числа гуголплекс, равного десяти в степени гугол (то есть 1010100).
Первые четыре здания были изначально построены для компании Silicon Graphics в 1997 году; в 2003 году Google взяла их в аренду, а в 2006 году выкупила вместе с другой собственностью Silicon Graphics (общая стоимость сделки составила 319 млн долл.)..
Этот комплекс с офисными помещениями площадью 2 миллиона квадратных футов (190 тысяч квадратных метров) является вторым по площади комплексом зданий, принадлежащим Google после здания по адресу 111 Eighth Avenue в Нью-Йорке, которое компания купила в 2010 году.

## История кампуса

### Изначальный кампус

#### Кампус Silicon Graphics

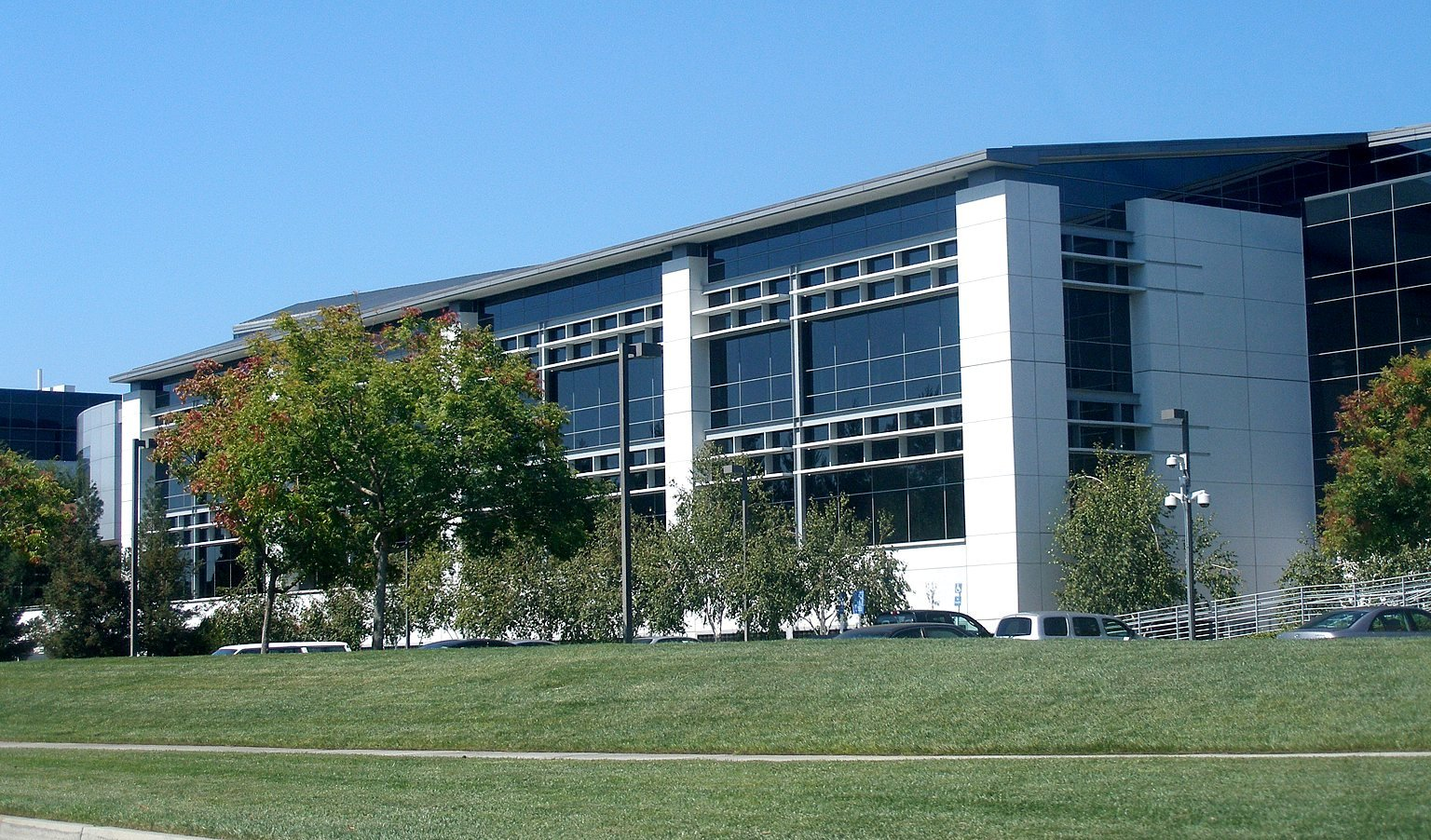
Южная сторона Googleplex

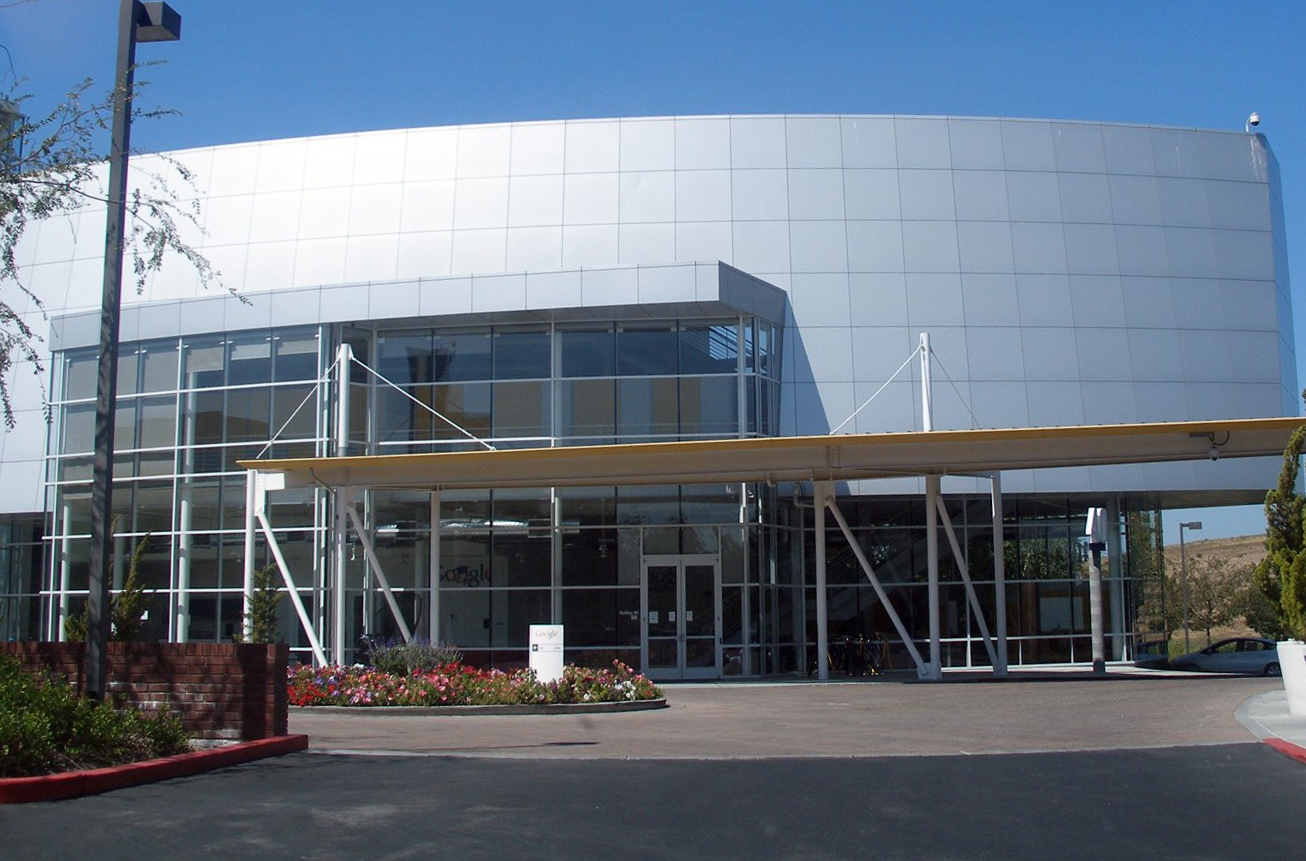
Бывший вход в вестибюль здания 40

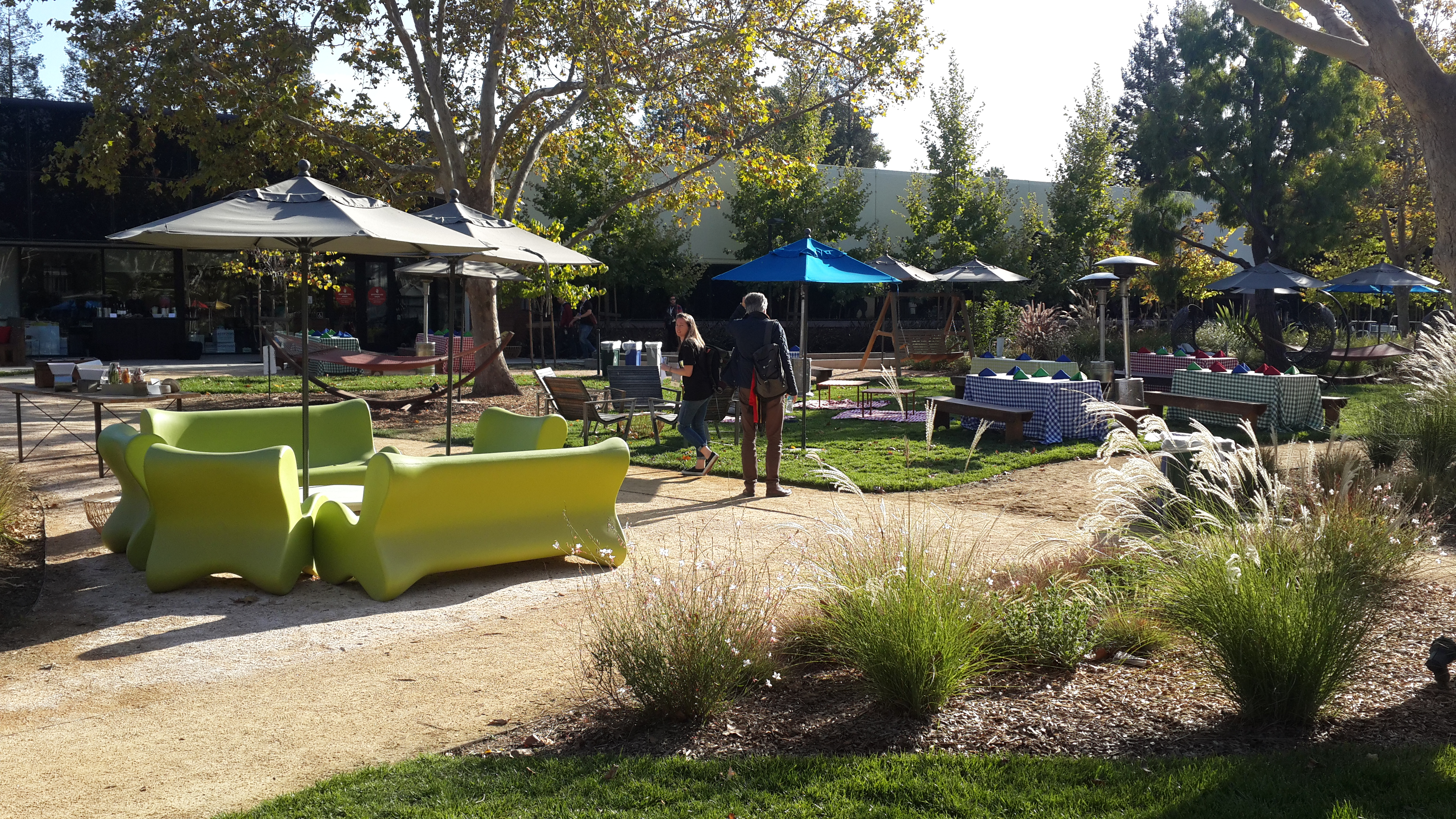
Территория Googleplex на Charleston Road

Ранее территория комплекса была занята компанией Silicon Graphics (SGI). Офисные помещения и корпоративный кампус расположены на территории площадью 26 акров (11 гектаров), на которой также находится Чарльстон-парк и общественный парк площадью 5 акров (2 гектара), тропа к ручью Перманенте и дороги общего пользования, которые соединяют комплекс с парком Shoreline и пешеходной «Тропой Залива» («the Bay Trail»). До 1994 года на месте будущего комплекса находилась одна из немногих действующих в этом районе ферм, на то время принадлежавшая городу (В планировочных документах участок был обозначен как «Фермерское поле»). Помимо самой SGI, над проектом комплекса работали StUDIOS Architecture, SWA Group и Агентство планирования и общественного развития города Маунтин-Вью (Planning and Community Development Agency of the City of Mountain View). Целью проекта было создание частной корпоративной штаб-квартиры, дополняемой общественными зелёными пространствами. Ключевые дизайнерские решения SWA Group позволили объединить два открытых пространства с водными объектами, мелкими бассейнами, фонтанами, дорожками и площадями за счёт создания подземной парковки почти на 2000 автомобилей. Строительство комплекса было завершено в 1997 году. Американское общество ландшафтных архитекторов (American Society of Landscape Architects) отметило, что данный проект значительно отошёл от типичных для корпораций кампусов, бросив вызов общепринятому представлению о частных и общественных пространствах; в 1999 году проект был награждён Медальоном столетия ASLA (ASLA Centennial Medallion).
Оригинальная архитектура кампуса SGI обеспечивала как единый экстерьер, так и интерьер.

#### Кампус Google
В 2003 году комплекс, принадлежавший на тот момент SGI, был арендован Google. Редизайн зданий комплекса, проводимый Clive Wilkinson Architects, был завершён в 2005 году. В июне 2006 года Google приобрела часть собственности SGI, включая этот кампус, за 319 миллионов долларов.
Поскольку здания имеют относительно небольшую высоту, комплекс занимает большую территорию. Интерьер штаб-квартиры украшен такими предметами, как абажуры и гигантские резиновые шары. В вестибюле есть пианино и проекция текущих поисковых запросов Google. Здания кампуса включают бесплатные прачечные (здания 40, 42 и CL3), два небольших бассейна, несколько песчаных волейбольных площадок и восемнадцать кафетерий с разнообразным меню. Google также установил копии SpaceShipOne и скелета динозавра.
С 2007 года в кампусе установлены солнечные панели, покрывающие крыши восьми зданий и два навеса для автомобилей, способные производить 1,6 мегаватт электроэнергии. На момент установки это был крупнейшей показатель среди корпораций США. Панели обеспечивают мощность, необходимую для 30% пикового спроса на электроэнергию в зданиях, потребляющих солнечную энергию.
Четыре твердооксидных топливных элемента компании Bloom Energy (каждый мощностью по 100 киловатт) были куплены для кампуса в июле 2008 года, что сделало Google первым клиентом Bloom Energy.
Один из символов кампуса - пенопластовые статуи Android, находящиеся по адресу 1981 Landings Drive (37°25′06″ с. ш. 122°05′17″ з. д.) (ранее находились рядом со зданием 44 на Charleston Road). Они представляют собой гигантскую зелёную статую с логотипом Android и дополнительные статуи, представляющие все версии этой операционной системы.

### Расширения комплекса

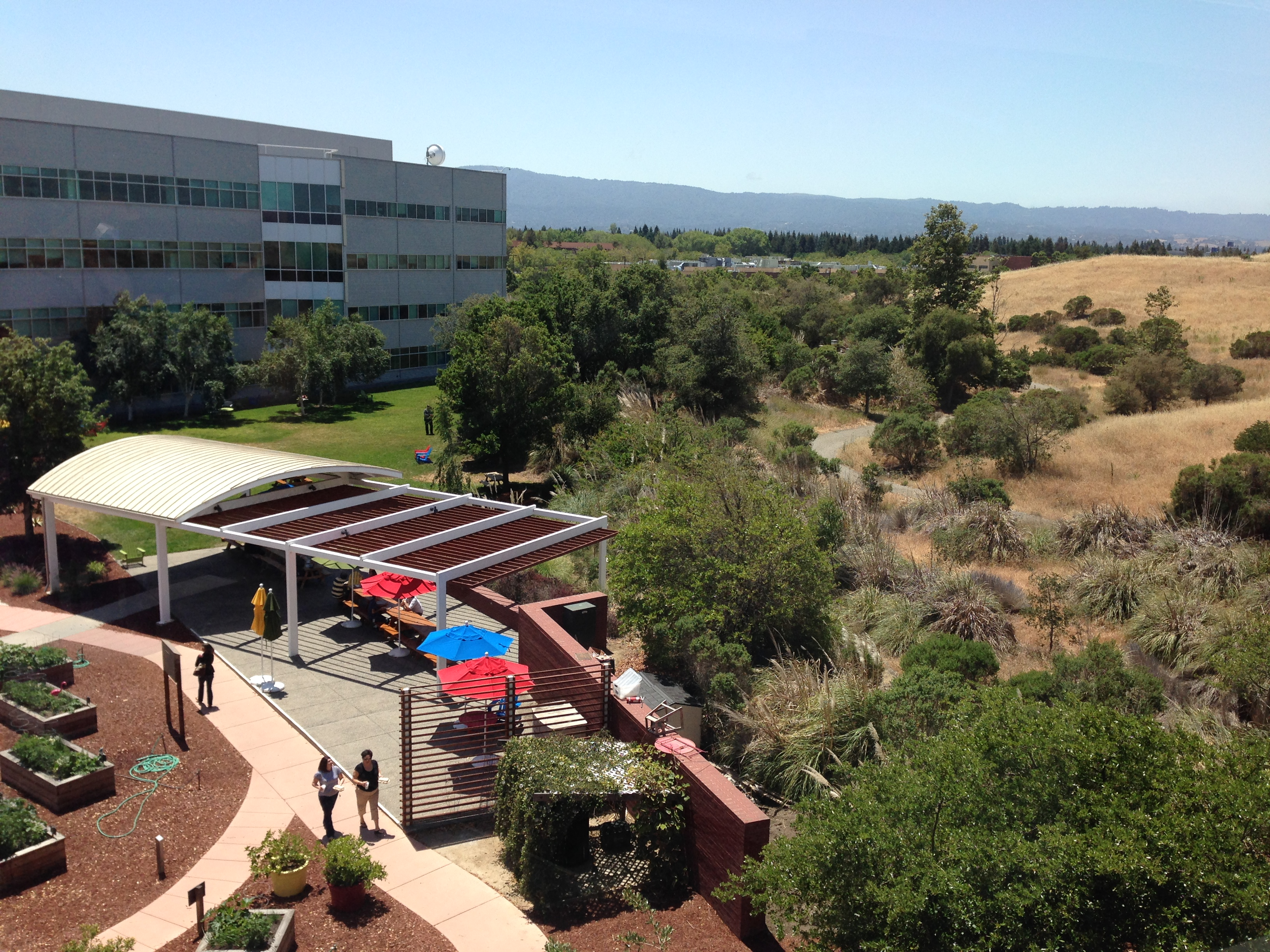
Здания Google возле парка Shoreline

В 2013 году началось строительство нового кампуса площадью 1,1 миллиона квадратных футов (100 тысяч квадратных метров), получившего название «Bay View». Находясь на 42 акрах (17 га), арендованных у Исследовательского центра Эймса НАСА, он примыкает к первоначальному комплексу. Ориентировочная стоимость проекта составила 120 миллионов долларов; открытие планируется в 2015 году.
Проект был разработан NBBJ, и это был первый раз, когда Google спроектировала свои собственные здания, а не переехала в здания, некогда занятые другими компаниями.
Новый кампус находится на северо-восточном краю комплекса, рядом с зоной изучения природы Stevens Creek и парком Shoreline. Прежде чем объявить о строительстве, Google через свою собственную фирму по недвижимости Planetary Ventures запросила у города Маунтин-Вью разрешение на строительство мостов через ручей Стивенса. В годовом отчёте Google на конец 2012 года отмечалось, что компания может застроить только 7 акров (2,8 гектаров) из 42-акрового (17 гектаров) участка.
В 2015 году Google запланировал дополнительный кампус площадью 60 акров (24 гектара), который был спроектирован Heatherwick Studio и Бьярке Ингельсом в Норт-Бейшор. Местный городской совет решил передать участок, на котором планировалось строительство, LinkedIn, и в 2016 году проект очередного кампуса был пересмотрен: 3 здания должны были быть построены на 2 разных участках к востоку от комплекса в Маунтин-Вью; одно непосредственно рядом с комплексом и два меньших зданий в нескольких кварталах от комплекса.

## Расположение

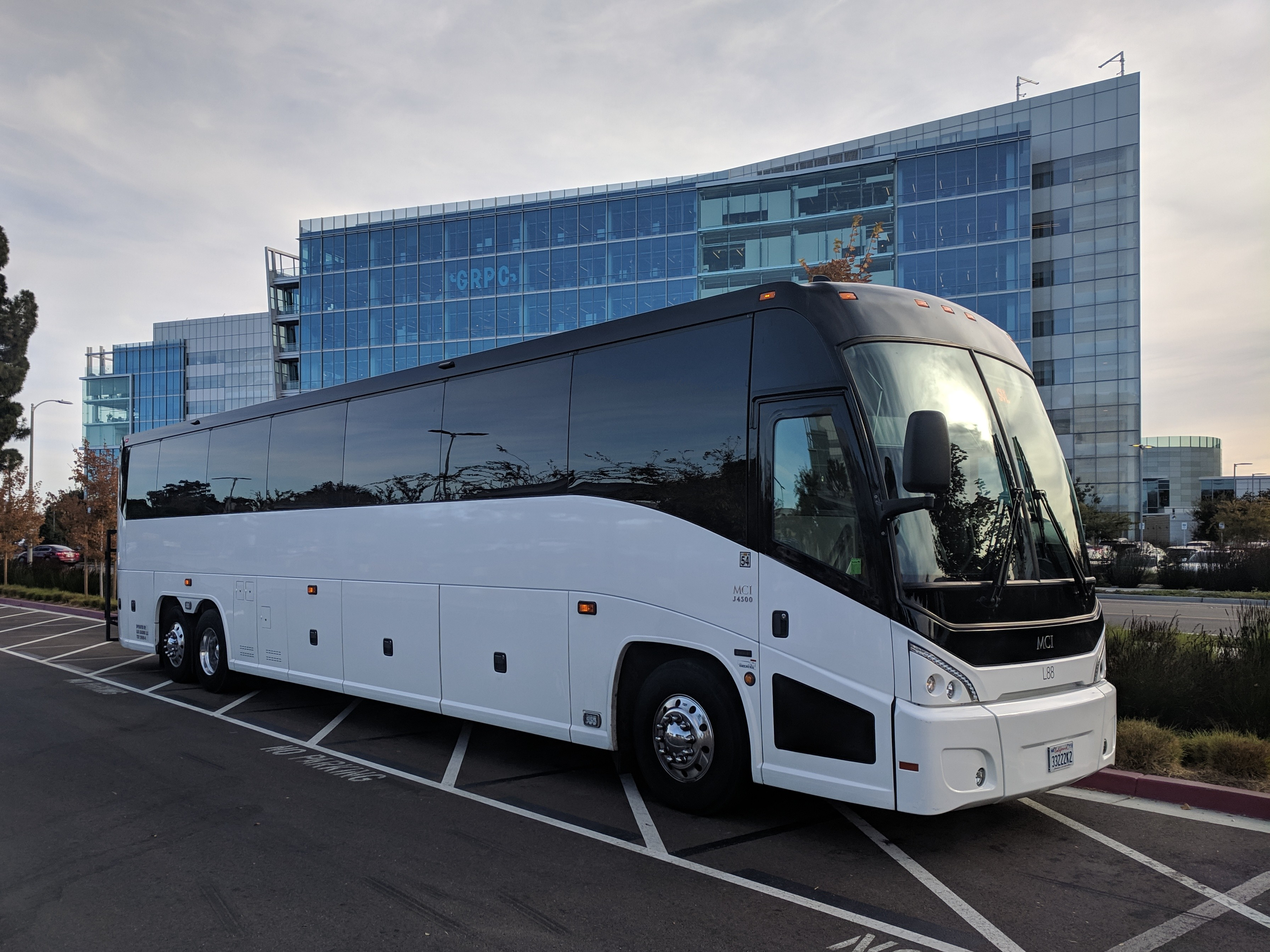
Автобус Google в кампусе Sunnyvale

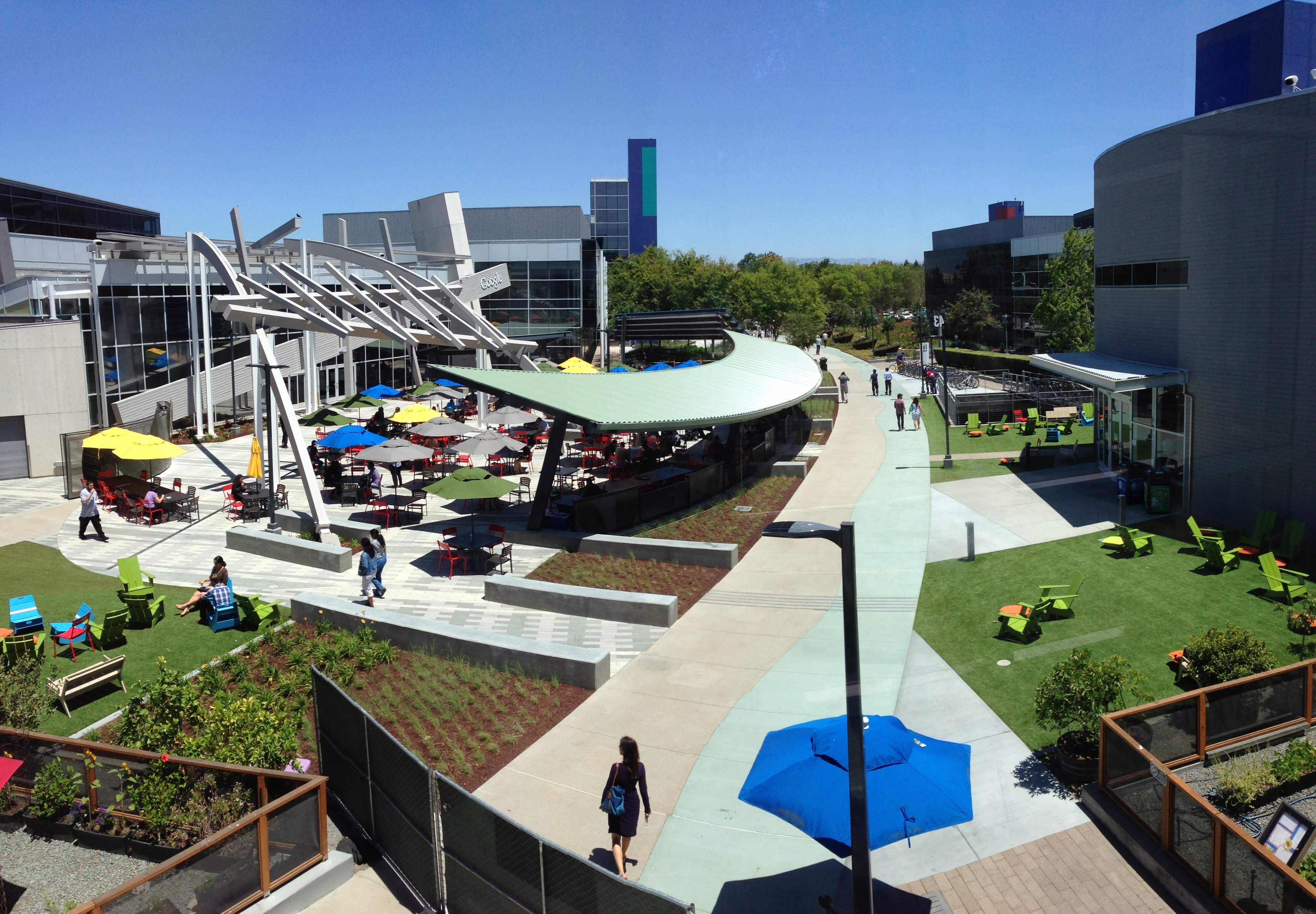
Внутренний двор Googleplex

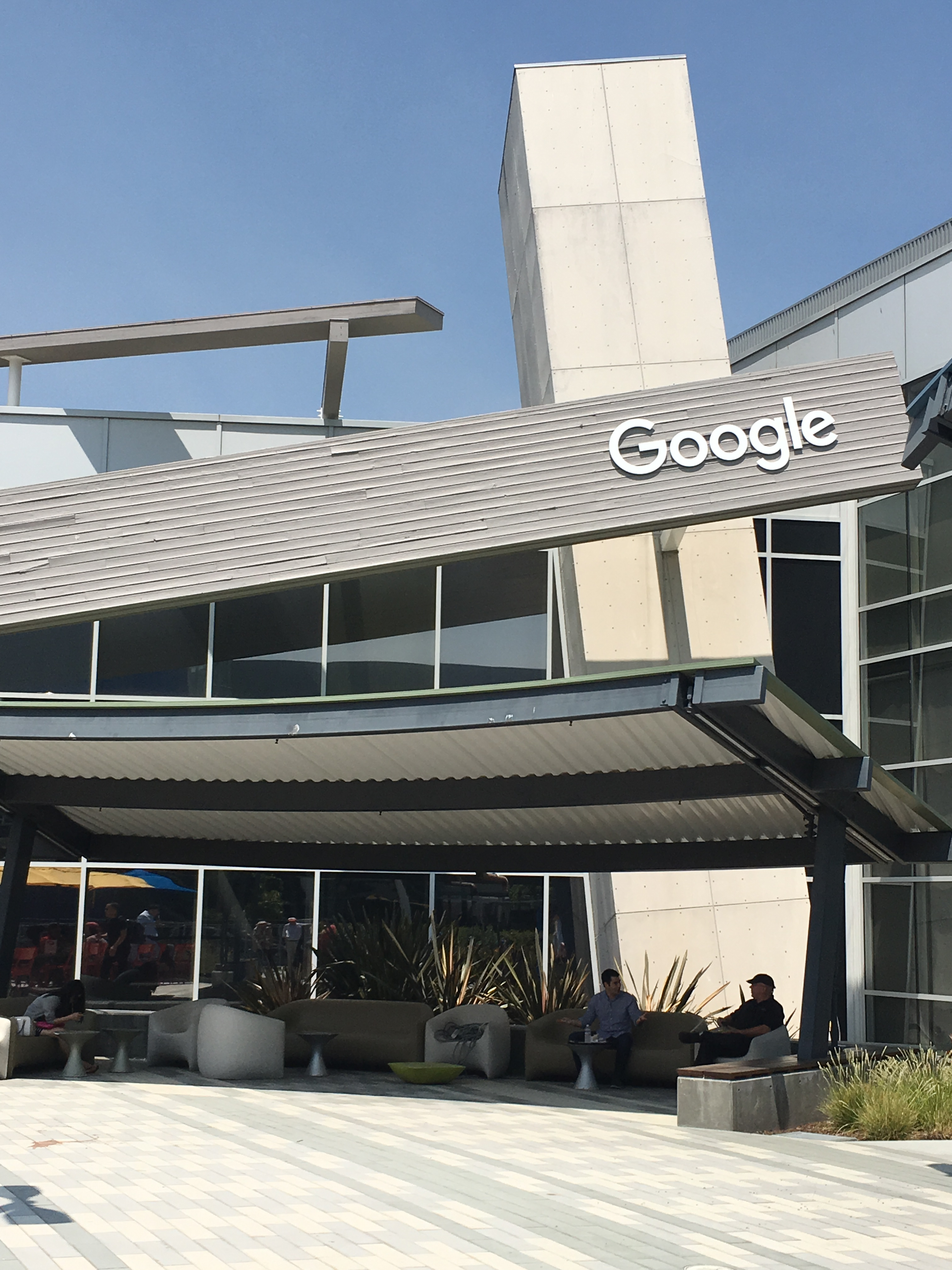
Ресторан в Googleplex

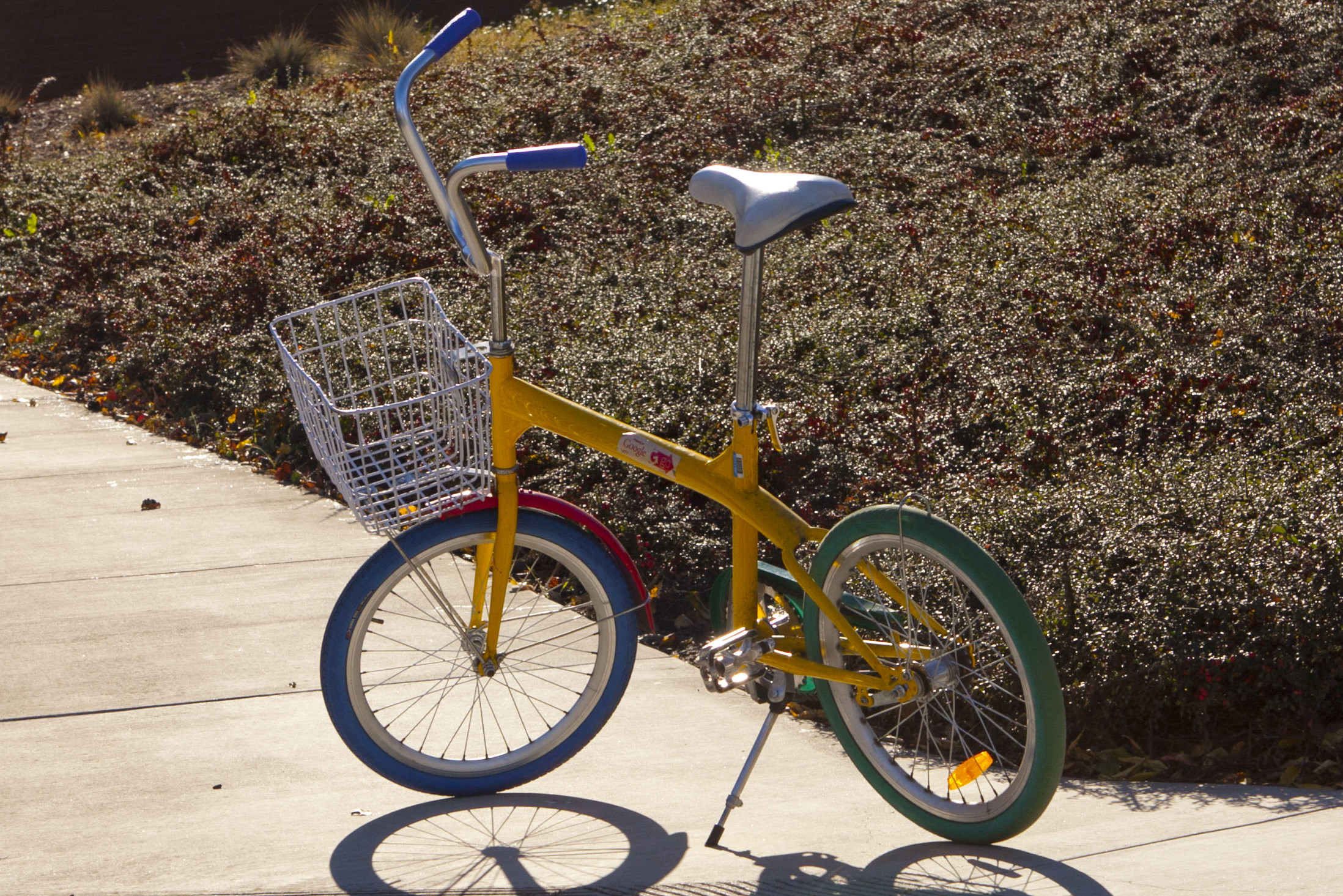
Велосипеды, используемые сотрудниками в Googleplex

The Googleplex расположен Charleston Road, Amphitheatre Parkway, и Shoreline Boulevard в северном Маунтин-Вью (Калифорния), неподалёку от болотистой местности парка Shoreline. Сотрудники компании, проживающие в Сан-Франциско, Ист-Бэй (Восточное побережье Залива, округа Контра-Коста и Аламида) или Саут-Бэй (Южное побережье Залива, округ Санта-Клара), могут воспользоваться бесплатным автобусом Google с бесплатным Wi-Fi для поездок как на работу, так и обратно. Автобусы работают на топливной смеси, состоящей из дизельного топлива (95%) и биодизеля (5%), а также оснащены новейшей технологией сокращения выбросов.
К северу от комплекса находится Амфитеатр Shoreline и штаб-квартира Intuit, к югу — исследовательский комплекс Microsoft, Музей компьютерной истории и Century Theaters. К востоку от комплекса находится Федеральный аэродром Моффетт.

## Прочая собственность Google в Маунтин-Вью
В годовом отчёте Google на конец 2012 года компания сообщила, что у неё есть 3,5 миллиона квадратных футов (325 тысяч квадратных метров) офисных площадей в Маунтин-Вью.
У Google есть ещё один большой кампус в Маунтин-Вью, получивший название «The Quad» («Четвёрка») по адресу 399 N Whisman Road, примерно в 3 милях (5 километров) от Googleplex.
В 2013 году Google арендовал весь торговый центр Mayfield Mall, который закрылся в 1984 году и с 1986 по 2002 год был арендован Hewlett-Packard.
Кроме того, секретная лаборатория Google X, которая разрабатывает такие предметы как Google Glass, расположена в «обычных двухэтажных зданиях из красного кирпича» примерно в 1⁄2 мили (800 метров) от Googleplex. У него есть «булькающий фонтан перед входом и ряды велосипедов, выпущенных компанией, на которых сотрудники добираются до главного кампуса».

## В Популярной культуре
Googleplex был показан в фильме 2013 года «Кадры», где в качестве него выступал кампус Технологического института Джорджии, потому что Google не разрешает снимать на территории своего кампуса по соображениям конфиденциальности. Googleplex также послужил источником вдохновения для штаб-квартиры вымышленной компании Hooli в сериале HBO «Кремниевая долина».